# Etnia E'ñepá o Panare

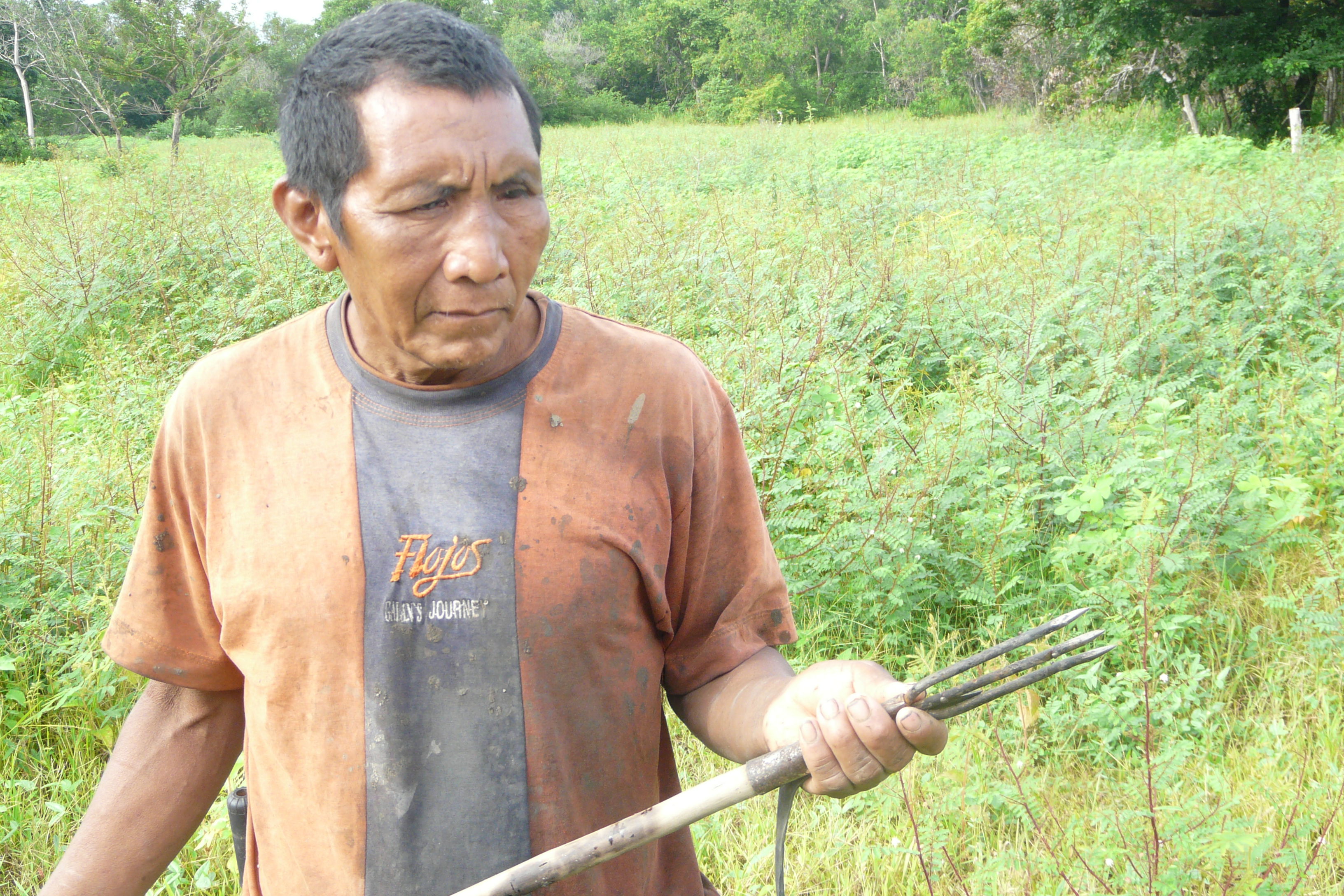
Indígena E'ñepá mostrando su arpón para pescar.

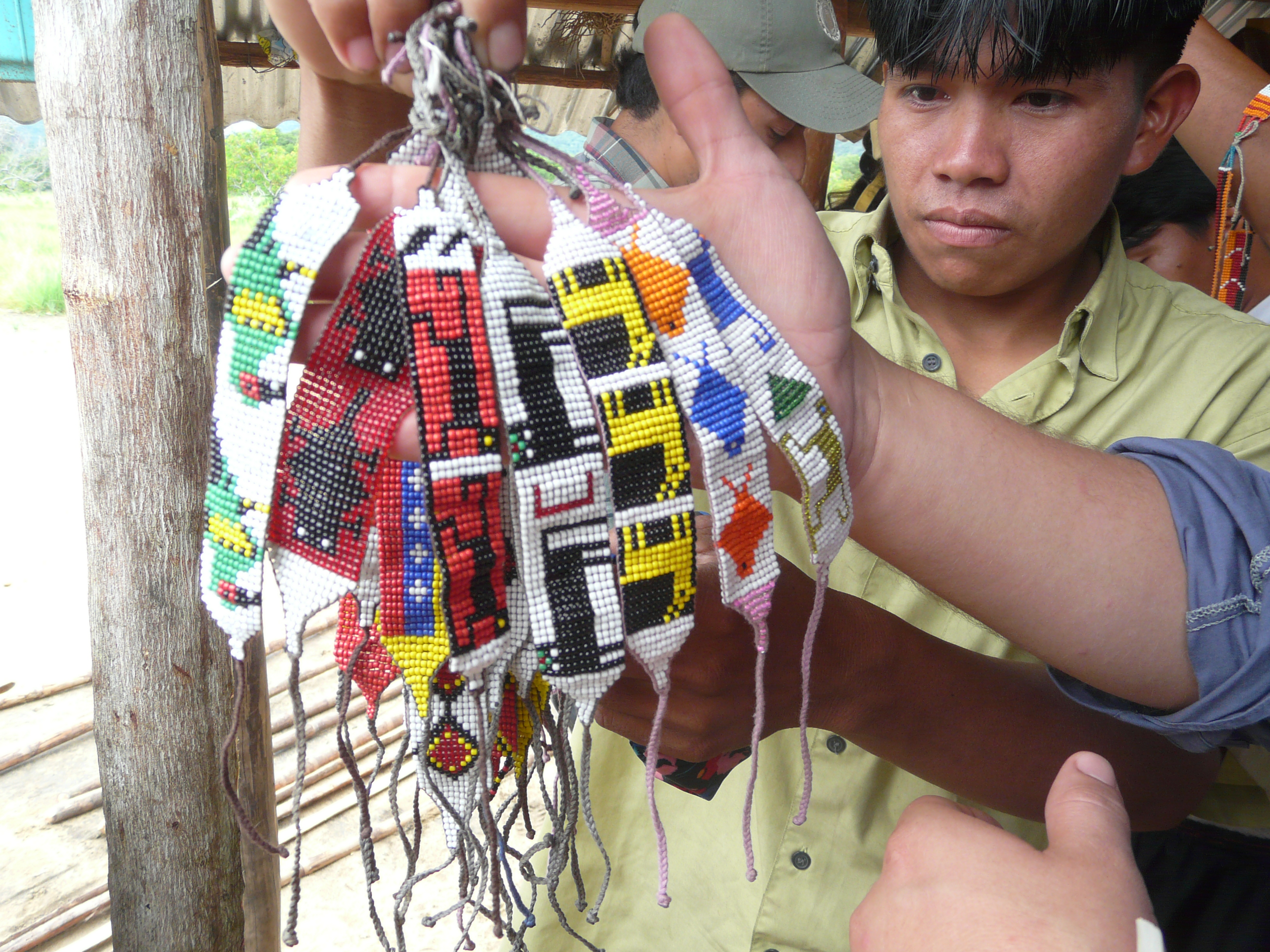
Artesanías Panares o E'ñepás.

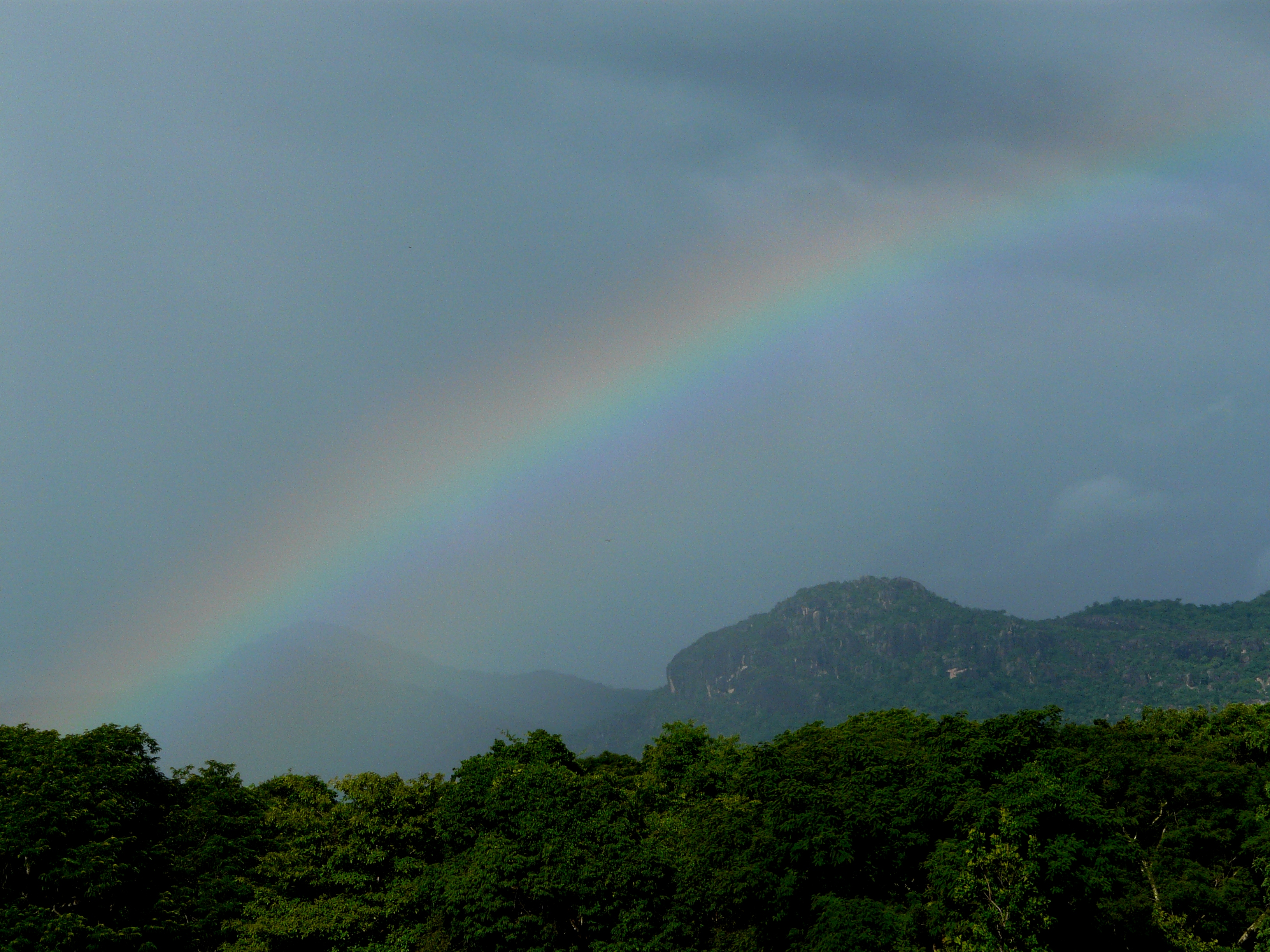
Arcoíris sobre la montaña del Gran Chiwiri, en el territorio de los E'ñepás

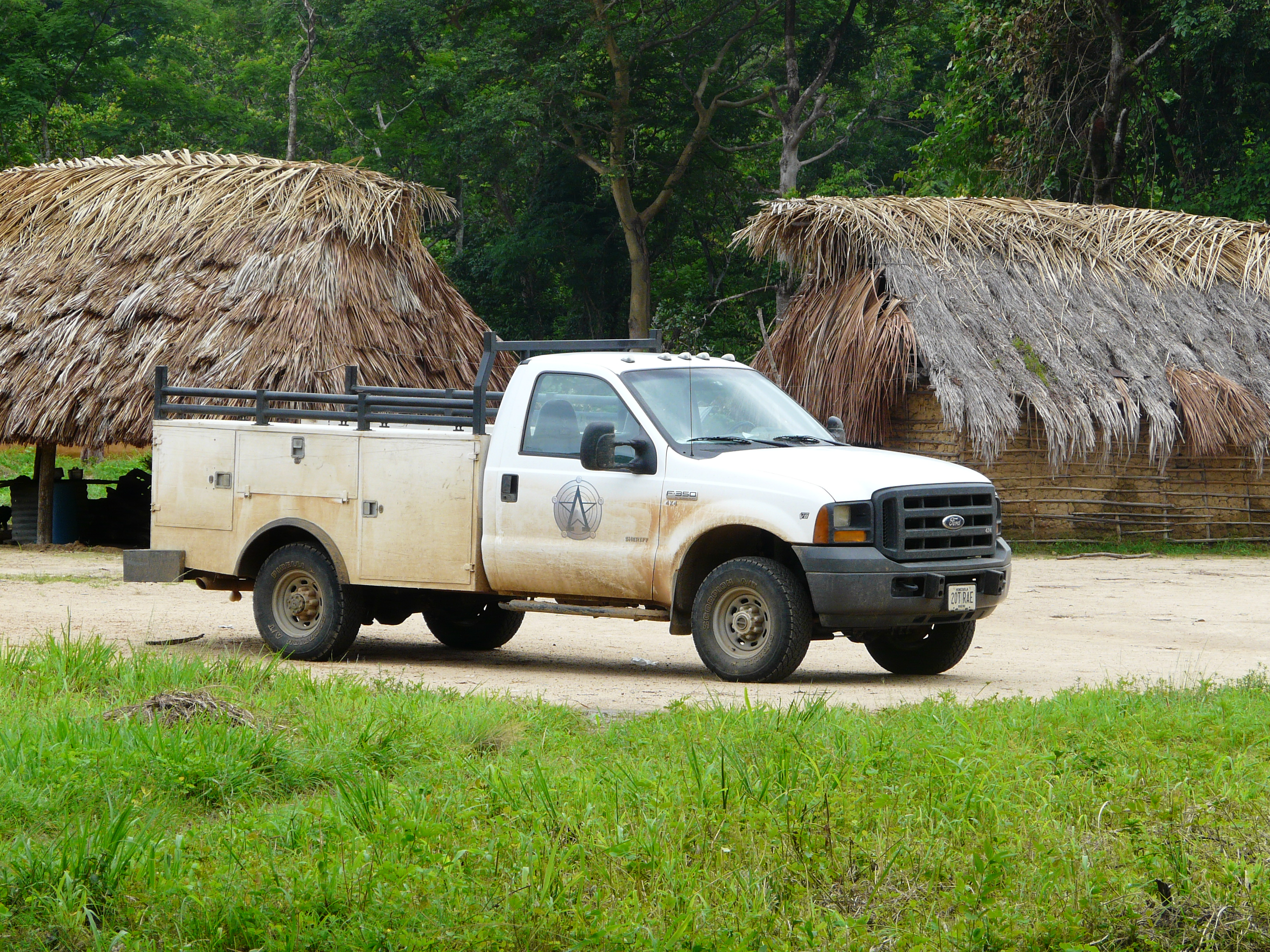
Visita de investigadores del Postgrado en Manejo de Fauna Silvestre de la Universidad de los Llanos (UNELLEZ) a la comunidad E'ñepá de Colorado en julio de 2008.

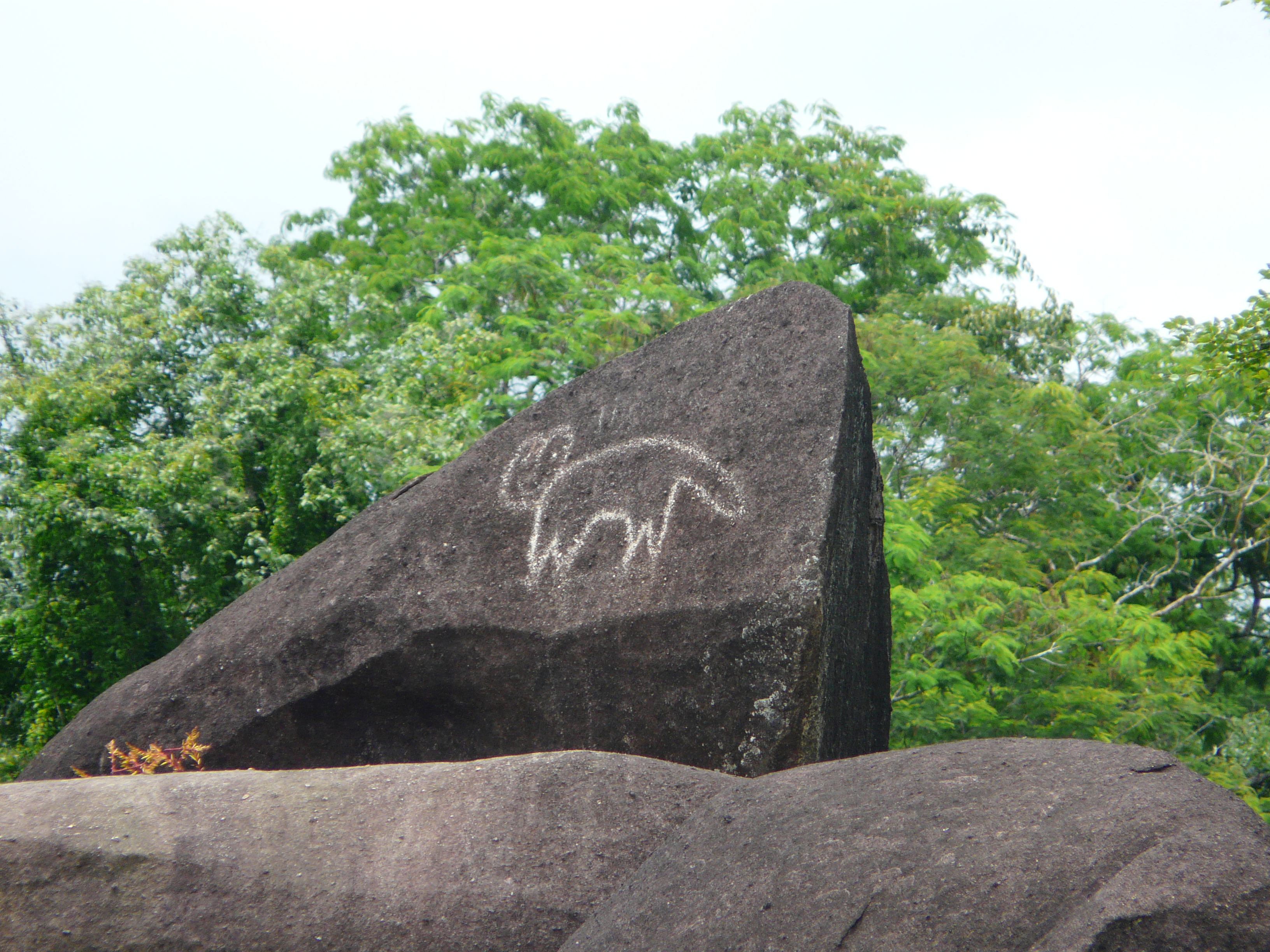
Representación de un Jaguar (Panthera onca) en una pintura rupestre de los E'ñepás o Panares en la comunidad de Colorado.

Los E'ñepás o Panares, son una etnia indígena venezolana que habita en el municipio Cedeño, ubicado en el extremo oeste del Estado Bolívar, al norte del Estado Amazonas, Venezuela. Hablan el Idioma panare perteneciente al tronco Caribe.
El grupo tradicionalmente llamado Panare en la literatura etnográfica, se autodenomina E'ñepa, 'E'ñepá o E'ñapa. Es de filiación Caribe y ocupa hoy día un vasto territorio de alrededor de 20 000 km² ubicado en la parte noroccidental del estado Bolívar, con un pequeño enclave en el estado Amazonas.
Esta ubicación es relativamente reciente. Hace aproximadamente, unos cien años, comenzaron a migrar desde la Serranía del Alto Cuchivero de donde son oriundos hacia las sabanas que se extienden entre los ríos Cuchivero, Guaniamo y Suapure, para citar sólo las principales vías de penetración fluvial de esta área.
Constituyen un grupo aún pequeño, si lo comparamos con los demás grupos caribes de la Guayana venezolana (estado Bolívar). No obstante, representaba hasta hace poco tiempo una de las etnias indígenas culturalmente más vigorosas de este estado, no solo por encontrarse en franco crecimiento demográfico sino también por su insólita resistencia a la aculturación. 
En efecto, a pesar de tener contactos permanentes con la sociedad nacional desde hace un siglo, son todavía monolingües en su mayoría y muchos de ellos siguen viviendo de su economía tradicional: agricultura, pesca, caza, recolección y artesanía; aunque la caza se ha ido haciendo cada vez más difícil debido a la merma progresiva de las poblaciones de fauna silvestre las sabanas y bosques de su área de influencia La recolección de productos vegetales silvestres también ha perdido importancia debido a las facilidades que representa el surgimiento de oportunidades en el mercado local (abastos) donde pueden adquirir algunos víveres. Hoy día, los Panares dedican menos tiempo a la producción de alimentos (agricultura de conucos) y a la recolección de productos silvestres, para dedicarle más tiempo a las actividades que les generan más ingresos económicos mediante la venta de los productos, que son la caza y la pesca.
El desarrollo acelerado de esta región, debido a explotación minera intensiva (diamante y bauxita principalmente); la construcción de extensas carreteras, en particular la que une Caicara con Puerto Ayacucho, así como la presencia misionera, han comenzado a perturbar sus creencias, hábitat aspiraciones, logrando quebrantar severamente su vigor étnico.
Durante la última década han ocurrido grandes cambios en las comunidades Panares, especialmente en las que están más cercanas a la carretera nacional que conduce de Caicara del Orinoco, que es la capital del municipio Cedeño, hasta Puerto Ayacucho, capital del estado Amazonas. Esas comunidades son Chaviripa, Guamal, Corozal y Colorado. Hoy día estas comunidades cuentan con generadores de electricidad, vías de acceso, camiones y vehículos 4x4 para la movilización de los miembros de la comunidad y sus cargas.

## Idioma
Hablan el idioma panare, una lengua caribe. La mayoría de los hombres menores de 30 años entienden y hablan el español, pero muy pocas mujeres lo entienden.

## Tradiciones
La tradición oral de los panares y mapoyos engloba el corpus de relatos que conforman la memoria colectiva de este pueblo. Esta tradición está indisolublemente vinculada a un conjunto de sitios ubicados en la Guayana venezolana, a lo largo del río Orinoco, que constituyen puntos de referencia simbólicos del territorio ancestral de estas comunidades.
Los depositarios de esta tradición oral narran los relatos en el transcurso de sus actividades cotidianas. El espacio simbólico que surge de esta interacción se ha convertido en un elemento fundamental de una historia viva que vincula a los mapoyos con su pasado y su territorio.
La tradición oral abarca aspectos esenciales como la estructura social, los saberes ancestrales, la cosmogonía y los episodios históricos que han hecho de los mapoyos participantes legítimos en el nacimiento de la República de Venezuela.
Actualmente, los principales guardianes de estas tradiciones y de su simbolismo son los miembros más ancianos de la comunidad. Sin embargo, varios factores amenazan la transmisión de este legado a las nuevas generaciones: la emigración de los jóvenes mapoyos en busca de mejores oportunidades educativas y económicas; la expansión de las industrias mineras; y la influencia del sistema público de educación formal, que no promueve el uso ni el fortalecimiento de su lengua materna.